# Estrone
L'estrone ou œstrone (E1), est une hormone œstrogène sécrétée par l'ovaire chez la femme non ménopausée (sous l'influence des hormones FSH et LH), par le placenta en phase de grossesse et, dans une moindre mesure, par les tissus adipeux chez l'homme ou la femme ménopausée. Sa formule brute est C18H22O2. L'estrone a un point de fusion de 254,5 °C.
L’estrone est également parfois appelée folliculine.

## Synthèse
L'estrone est synthétisée à partir de l'androstènedione, un dérivé de la progestérone. La conversion consiste en la déméthylation du C-19 et l'aromaticité du noyau 'A' : 
Cette réaction est catalysée par l'aromatase et est similaire à la conversion de la testostérone en estradiol.

## Métabolisme
Le foie réduit l'estrone en estradiol. Comme tous les œstrogènes, l'estrone est conjuguée puis excrétée dans la bile, où elle subit un cycle entérohépatique. Le foie peut aussi la transformer en métabolites inactifs, qui se retrouvent dans l'urine.